# Dahlia × hortensis
Dahlia × hortensis Guillaumin è una pianta della famiglia delle Asteracee (o Compositae).

## Descrizione
È una pianta tuberosa che ha le foglie verdi e fiori colorati.

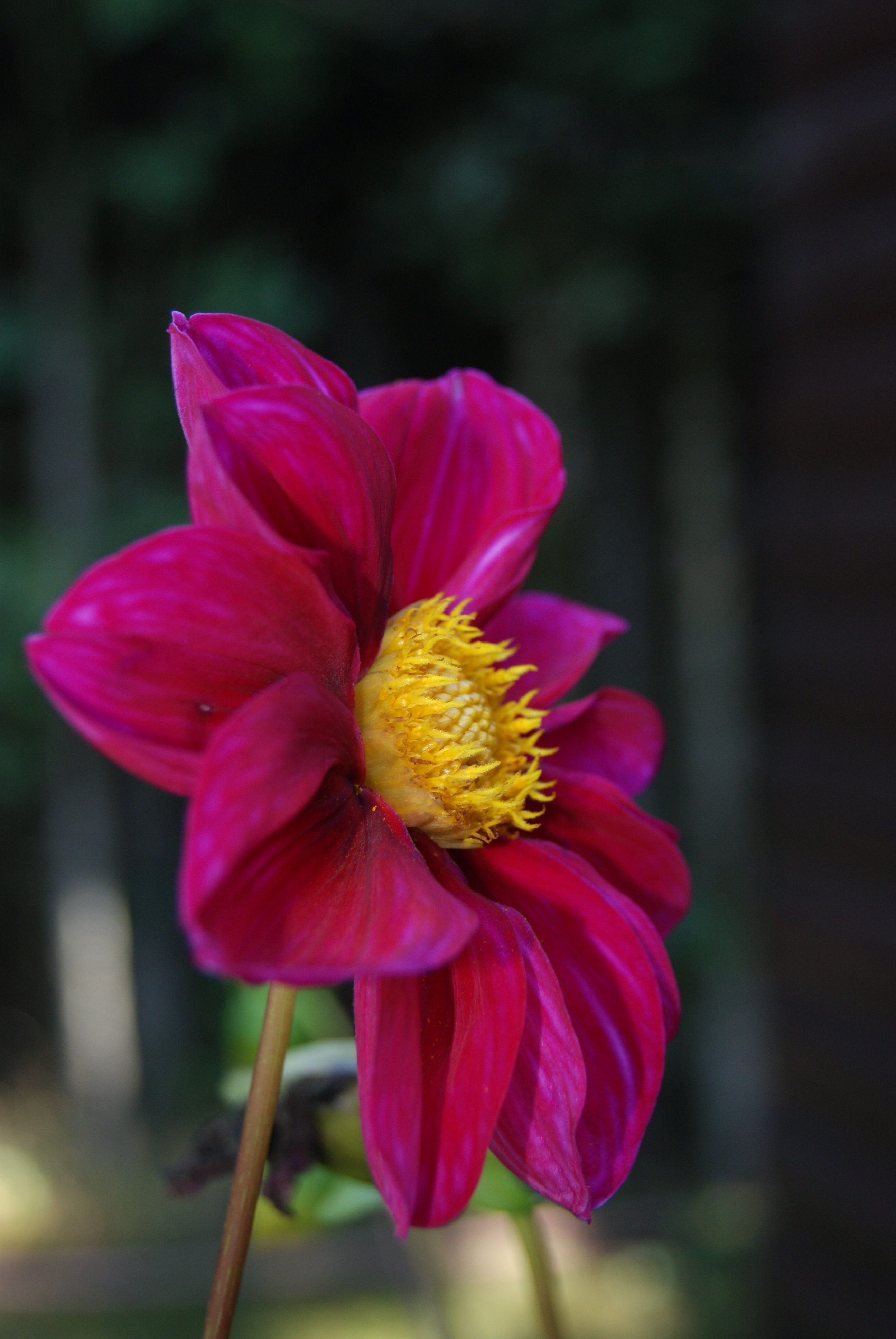
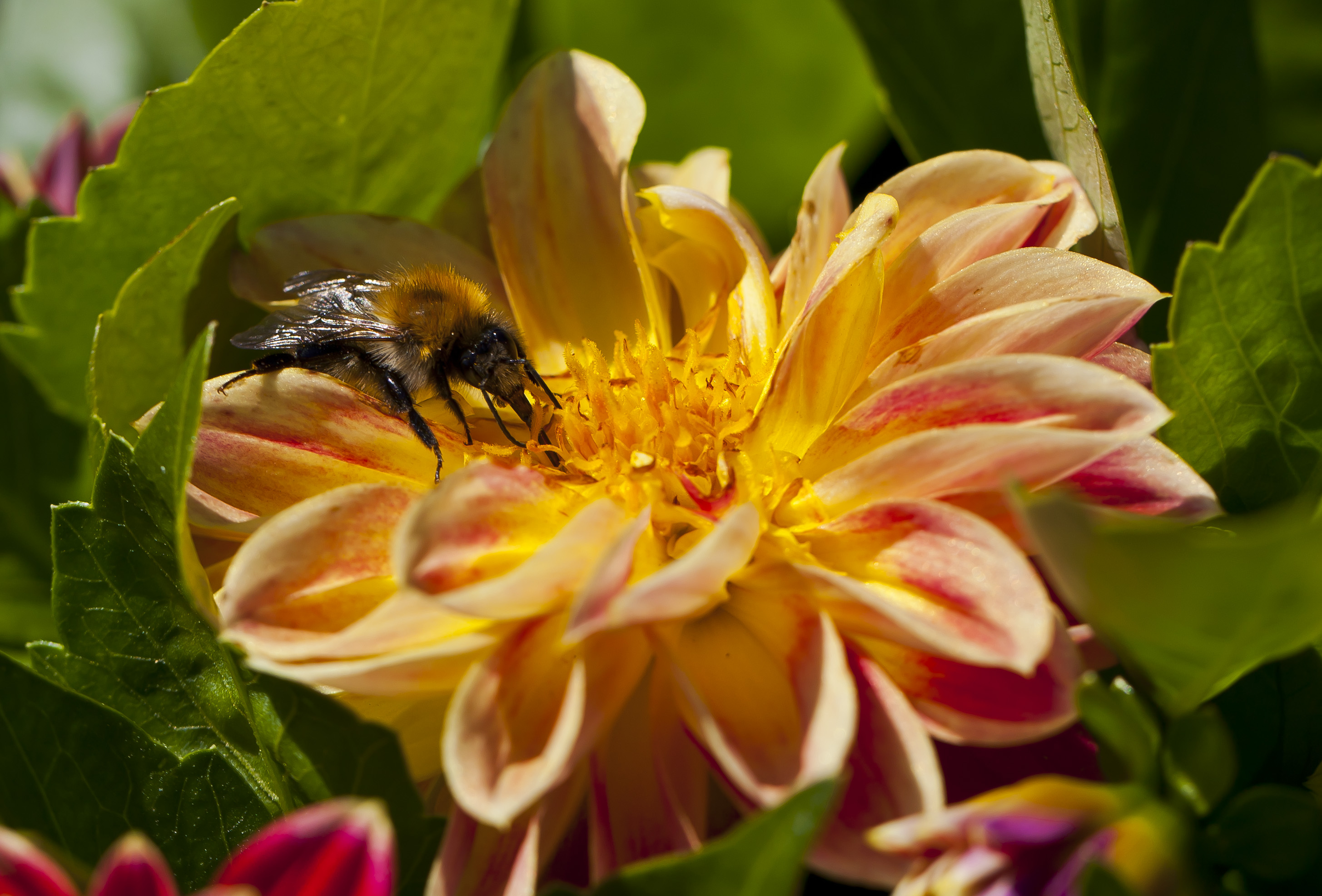
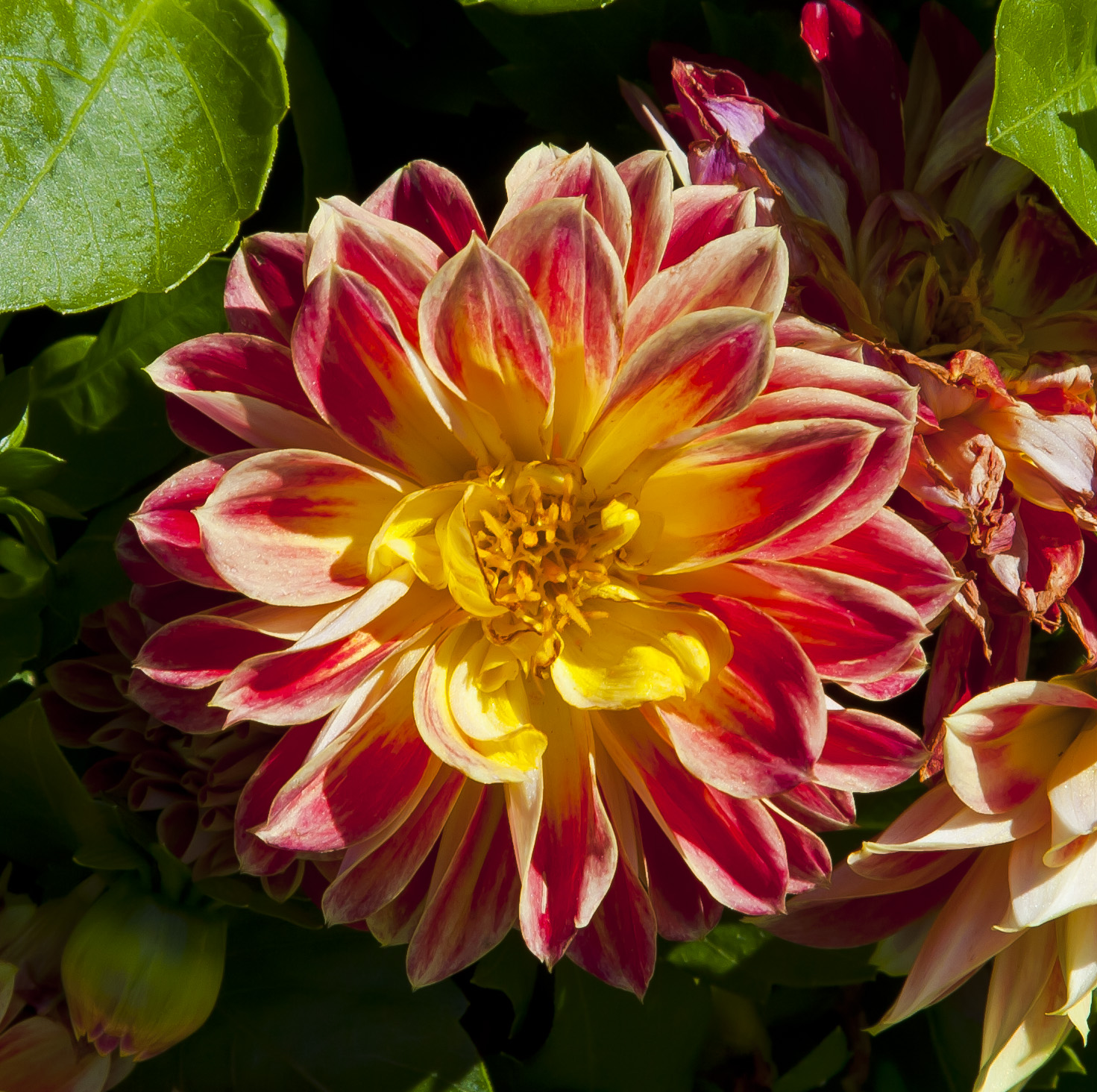
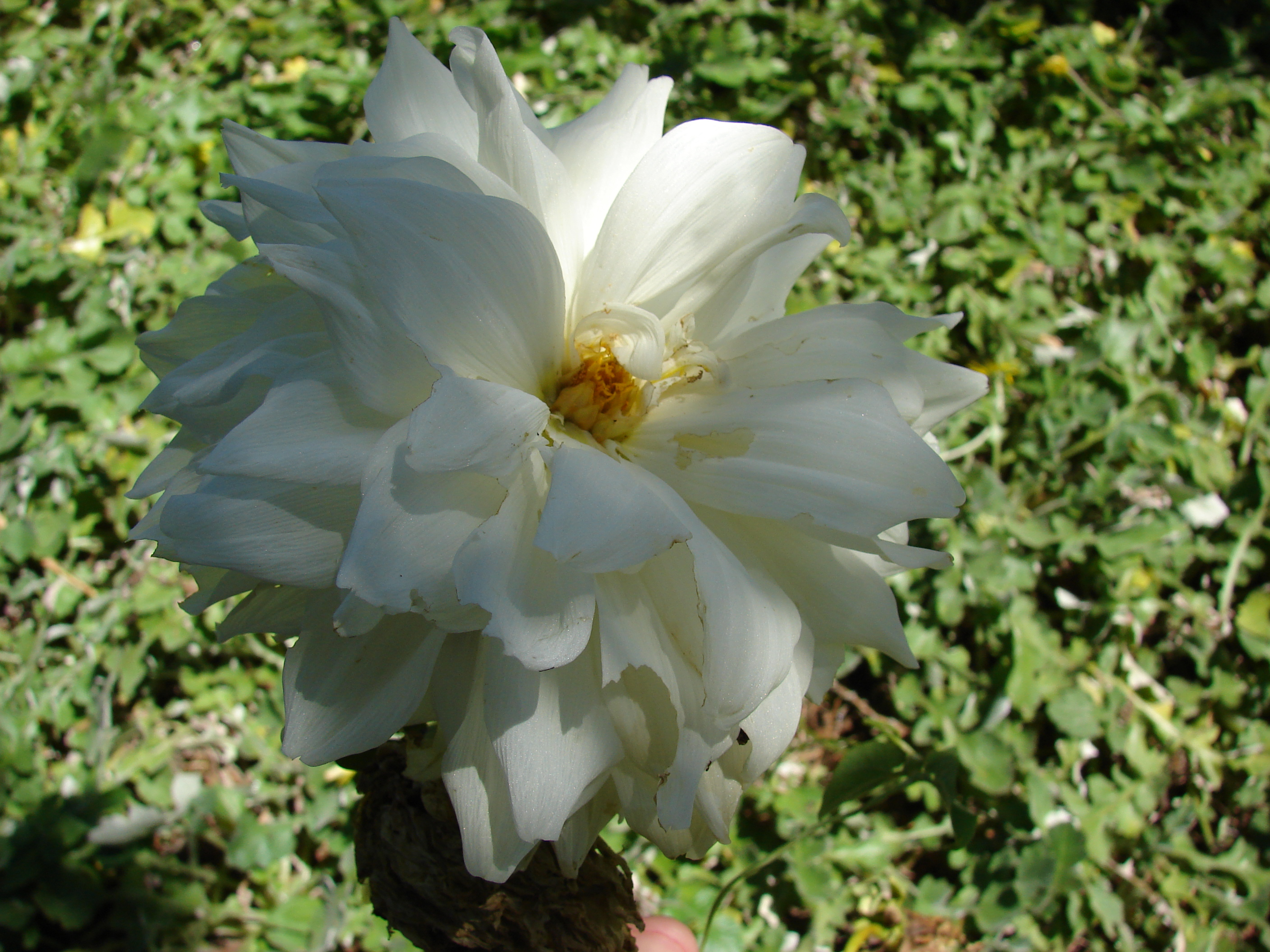